# Nunc dimittis (Raskatov)
Nunc dimittis is een compositie van de Russische componist Aleksandr Raskatov.

## Geschiedenis
Raskatov kreeg van Irina Schnittke, de vrouw van Alfred Schnittke het verzoek het manuscript van diens negende symfonie te ontcijferen en het zodoende mogelijk te maken het werk uit te laten voeren. Raskatov kreeg daarbij te maken met allerlei probleempjes, waarvan drie er uiteindelijk toe leidden dat Nunc dimittis ontstond. Deze drie waren:
- de negende symfonie moest wel van Schnittke blijven en niet een werk van Raskatov gebaseerd op Schnittkes werk;
- was het Schnittkes bedoeling om de symfonie te voorzien van een of meerdere zangpartijen (Irina zei van niet, maar zekere weten zullen we het nooit)
- was het Schnittkes bedoeling om een deel vier te componeren; het raadselachtige eind van deel 3 laat deze vraag onbeantwoord.

Raskatov bleef met deze vragen zitten en kwam met een oplossing; hij schreef een werk dat opgedragen is aan Schnittke; al dan niet gezien kan worden als deel 4 van de negende symfonie, maar tegelijkertijd verschilt van die negende symfonie. Hij lost meteen het probleem op betreffende de zangstemmen; Nunc dimittis is geschreven voor mezzosopraan, mannenstemmen en symfonieorkest. Het In Memoriam aan Schnittke is gebaseerd op teksten van Joseph Brodsky (een van de lievelingsschrijvers van Schnittke) en Starets Siluan, een hoge functionaris binnen de Russisch Orthodoxe Kerk (geloof van Schnittke). De titel voert terug op het Nunc Dimittis in het Evangelie volgens Lucas. Raskatov hield het op een soort epiloog of postlude op het werk van Schnittke; het kan ook los van Schnittkes negende uitgevoerd worden.
De muziek verschilt dusdanig van de negende symfonie; het verwijst eigenlijk meer naar Schnittkes muziek uit de jaren 80 en 90. Het werk kan daardoor ook los van de negende uitgevoerd worden. De tekst gaat over de overgang naar het hiernamaals, als je taak er op deze wereld op zit.
Het eendelige werk kreeg haar eerste uitvoering, direct na de eerste uitvoering van Schnittke negende op 16 juni 2007 door Elena Vassilieva, het Hilliard Ensemble, het Dresdner Philharmonie onder leiding van Dennis Russell Davies in de Frauenkirche in Dresden.

## Orkestratie
- mezzosopraan
- countertenor, 2 tenoren, bas
- 3 dwarsfluiten waarvan 1 piccolo, 3 hobo’s ; 3 klarinetten waarvan 1 basklarinet, 3 fagotten;
- 4 hoorns, 2 trompetten, 3 trombones, 1 tuba
- 3 man / vrouw percussie waaronder tamtam, vier Thaise gongs, tempelgong, vibrafoon en marimba;
- harp, piano, klavecimbel; celesta, elektrische gitaar, basgitaar;
- violen, altviolen, celli, contrabassen.

## Discografie
- Uitgave ECM Records: opname januari 2008 in Dresden; zie uitvoerenden première.